# Hillary-part
A Hillary-part egy partszakasz az antarktiszi Viktória-föld déli részén, a Ross-selfjég nyugati pereme mentén. A partszakaszt északról a Minna Bluff, délről pedig a Selborne-fok határolja. Északon a Scott-parttal, délen a Shackleton-parttal határos. A területén található a Byrd-gleccser torkolata.
A partszakaszt az új-zélandi Antarktiszi Földrajzinév Bizottság 1961-ben Sir Edmund Hillary (1919–2008), új-zélandi hegymászóról és felfedezőről nevezte el. Hillary a világon elsőként jutott fel a Föld legmagasabb hegycsúcsára, a 8848 méter magas Mount Everestre. Később ő vezette a nemzetközösségi transzantarktiszi expedíció (1955–1958) új-zélandi csapatát, melynek során 1958. január 4-én – Roald Amundsen és Robert Falcon Scott után harmadikként – szárazföldi úton elérte a Déli-sarkot. A csapat részletesen felderítette a partszakaszt és a Sarki-fennsíkra vezető utakat a Skelton- és Darwin-gelccsereken keresztül.